# Grand Prix moto des États-Unis 2011
Le  Grand Prix moto des États-Unis 2011 est la dixième manche du championnat du monde de vitesse moto 2011. La compétition s'est déroulée du 22 au 24 juillet 2011 sur le circuit de Laguna Seca.
C'est la 18e édition du Grand Prix moto des États-Unis et la 15e édition comptant pour les championnats du monde.
Tout comme l'année précédente, seuls les MotoGP ont participé à cette course.

## Résumé
C'est à 23 h, heure de Paris, que le départ de ce 10e Grand Prix de la saison 2011 est donné sous une chaleur écrasante. Lorenzo s'élance de la première position pour 32 tours sous le soleil tapant. L'Espagnol réalise alors le Holeshot et distance très rapidement les deux HRC du team Honda Repsol pilotées par Stoner et Pedrosa respectivement 2e et 3e. Excellent départ de Valentino Rossi le doctor qui continue de rouler sur le châssis 2012 de Ducati, avec cependant le moteur 2011 comme la réglementation l'impose. Il se place 6e et contiendra son coéquipier Nicky Hayden durant le reste de la course.
En ce qui concerne la tête de course, le trio constitué de Stoner et des deux Espagnols cités précédemment s'échappent très rapidement, laissant le quatrième, l'Italien Dovizioso à l'écart. Ce n'est qu'à huit tours de l'arrivée que Stoner prend la seconde position en doublant Pedrosa, l'Australien remarquant que la Yamaha de tête commençait à creuser l'écart. Pedrosa abandonne alors les deux hommes de tête. Après quelques tours, Stoner, ayant étudié la faille de son adversaire, prend la tête de la course grâce à un dépassement osé en bout de ligne droite (certains diront que Lorenzo fit preuve de fair-play). L'Espagnol rejette tout duel et laisse filer la victoire de ce 16e GP des États-Unis à l'Australien Casey Stoner qui a ici fait preuve d'une excellente endurance et qui accroît ainsi son avance au classement général. Il montrera quelques signes de douleur une fois la course terminée (NB : chute au warm up). En fin de course, l'Américain Ben Spies, déçu de son début de course, ralenti par Rossi, s'empare de la quatrième place, relayant Dovizioso à la cinquième.
Stoner a fait preuve aux États-Unis de talent et de détermination pour aller chercher le Major K qui menait la course, il est ainsi récompensé en se rapprochant un peu plus du titre mondial en engrangeant de précieux points.

## Résultat du GP
| Position Finale            | N° | Pilote           | Manufacturier | Tours | Temps           | Position Grille | Points |
| -------------------------- | -- | ---------------- | ------------- | ----- | --------------- | --------------- | ------ |
| 1                          | 27 | Casey Stoner     | Honda         | 32    | 43 min 52 s 545 | 2               | 25     |
| 2                          | 1  | Jorge Lorenzo    | Yamaha        | 32    | +5 s 634        | 1               | 20     |
| 3                          | 26 | Dani Pedrosa     | Honda         | 32    | +9 s 467        | 3               | 16     |
| 4                          | 11 | Ben Spies        | Yamaha        | 32    | +20 s 562       | 4               | 13     |
| 5                          | 4  | Andrea Dovizioso | Honda         | 32    | +20 s 885       | 6               | 11     |
| 6                          | 46 | Valentino Rossi  | Ducati        | 32    | +30 s 351       | 7               | 10     |
| 7                          | 69 | Nicky Hayden     | Ducati        | 32    | +31 s 031       | 9               | 9      |
| 8                          | 5  | Colin Edwards    | Yamaha        | 32    | +45 s 502       | 11              | 8      |
| 9                          | 8  | Héctor Barberá   | Ducati        | 32    | +51 s 549       | 8               | 7      |
| 10                         | 7  | Hiroshi Aoyama   | Honda         | 32    | +1 min 08 s 850 | 14              | 6      |
| 11                         | 17 | Karel Abraham    | Ducati        | 32    | +1 min 09 s 132 | 13              | 5      |
| 12                         | 65 | Loris Capirossi  | Ducati        | 32    | 1 tour          | 15              | 4      |
| 13                         | 24 | Toni Elías       | Honda         | 32    | 1 tour          | 16              | 3      |
| Ret                        | 19 | Álvaro Bautista  | Suzuki        | 13    | Accident        | 12              |        |
| Ret                        | 23 | Ben Bostrom      | Honda         | 8     | Accident        | 17              |        |
| Ret                        | 58 | Marco Simoncelli | Honda         | 6     | Accident        | 5               |        |
| Ret                        | 35 | Cal Crutchlow    | Yamaha        | 3     | Accident        | 10              |        |
| Résultats officiels MOTOGP |    |                  |               |       |                 |                 |        |